# حزب العدل والتنمية (تونس)
حزب العدل والتنمية التونسي حزب إسلامي تونسي تأسس في العام 2011.